# Чикасо (Охајо)
Чикасо (енгл. Chickasaw) град је у америчкој савезној држави Охајо.

## Демографија
По попису из 2010. године број становника је 290, што је 74 (-20,3%) становника мање него 2000. године.
| Група             | 2000.       | 2010.       |
| Белци             | 356 (97,8%) | 289 (99,7%) |
| Афроамериканци    | 0 (0,0%)    | 0 (0,0%)    |
| Азијати           | 0 (0,0%)    | 0 (0,0%)    |
| Хиспаноамериканци | 7 (1,9%)    | 1 (0,3%)    |
| Укупно            | 364         | 290         |